# Prasie
Prasie (in greco antico: Πρασίαι?, Prasìai) era il nome di un demo dell'Attica, situato sulla sua costa orientale tra Potamo e Stiria, a sud di Atene. Possedeva un eccellente porto da cui partiva il corteo sacro.

## Descrizione
Nel demo sorgevano un tempio di Apollo, uno di Atena Pronoia e la tomba di Erisittone, che morì in questo luogo durante il ritorno da Delo, dove aveva eretto per primo una statua di Apollo. Le rovine del demo si possono osservare sul lato nord-est della baia su cui si affaccia. Il porto, chiamato porto Rafti, è il migliore sulla costa orientale dell'Attica, essendo profondo e capiente. L'ingresso del porto è largo quasi due chilometri e nel mezzo dell'apertura si trova un isolotto roccioso, sul quale sorge una colossale statua di marmo bianco che, raffigurando un sarto al lavoro (in greco ῥάφτης?, ràfti), ha dato il nome al porto. Probabilmente la statua è dell'epoca romana, precisamente del I o II secolo d.C.
Nel mezzo della baia c'è un promontorio roccioso con le rovine di fortificazioni medioevali.
Nel 286 o 285 a.C., durante la guerra cremonidea, Prasie e Stiria vennero fortificate; nel 262 a.C. i Macedoni conquistarono la fortezza grazie a dei tumulti in essa.